# Libby Larsen
Elizabeth Brown Larsen ( Wilmington, Delaware, 24 de desembre de 1950) és una compositora clàssica nord-americana contemporània polifacètica, amb composicions per a orquestra sinfònica, per a banda, cor, cambra, entre d'altres. Guanyadora de diversos aclamats premis, com un Premi Grammy al 1993. És cofundadora del Minnesota Composers Forum, ara l'American Composers Forum.

## Biografia

### Vida primerenca
Filla de Robert Larsen i Alice Brown Larsen. Era la tercera de cinc filles de la família,   i als tres anys, Libby i la seva família es van traslladar a Minneapolis, Minnesota.
La seva primera experiència musical data dels tres anys. Va observar les classes de piano de la seva germana gran a casa; més tard, va imitar el que havia sentit. La seva educació musical formal va començar a les monges de Sant Josep de Carondelet del Col·legi Crist Rei. Tots els estudiants van cantar el cant gregorià i van aprendre a llegir a primera vista utilitzant el solfegi "fer" mòbil. La flexibilitat rítmica i la prosòdia del text que Larsen va aprendre en el cant li van demostrar que hi ha llibertat en la música, un concepte que resultaria ser molt influent en les seves futures composicions. A més de la seva formació clàssica, el pare de Larsen era clarinetista aficionat en una banda de Dixieland, i la seva mare tocava boogie-woogie al tocadiscos, donant-li una formació musical múltiple i molt nord-americana.

### Carrera musical
Larsen va assistir a la Universitat de Minnesota tant pel seu treball de pregrau com de postgrau. Va rebre una llicenciatura en teoria i composició el 1971, un màster en composició el 1975 i un doctorat en teoria i composició el 1978. Al llarg dels seus estudis universitaris, va estudiar composició amb Dominick Argento, Paul Fetler i Eric Stokes .
El 1973, Larsen va cofundar el Minnesota Composers Forum amb el col·lega Stephen Paulus amb l'objectiu de proporcionar una plataforma pública i un públic per a la creació i interpretació de noves composicions, a més de donar ajuda pràctica en qüestions empresarials com ara sol·licitar beques i negociar contractes. El 1996, l'organització va canviar el seu nom pel de American Composers Forum i va establir capítols a ciutats de tot el país com Texas Fort Worth Mesquite, Atlanta, Washington DC i Los Angeles, entre d'altres. La seva base encara es troba a St. Paul, Minnesota.
El 1983, Larsen va ser nomenada una de les dues compositores residents de l'Orquestra de Minnesota, la qual cosa la va convertir en la primera dona a exercir com a compositora resident amb una orquestra important. Va compondre la seva primera simfonia, Water Music, per a l'Orquestra de Minnesota, que es va estrenar el 1985 amb Sir Neville Marriner. Durant el seu temps amb l'Orquestra de Minnesota, Larsen va investigar els motius de la baixa assistència de persones de la seva edat als concerts clàssics i per què els compositors no europeus no estaven representats adequadament als programes de concerts. Això la va portar a estudiar la música clàssica a Amèrica i el seu lloc en la cultura americana, els resultats dels quals ha explorat en les seves composicions i altres projectes filosòfics.
Larsen va organitzar i es va convertir en directora artística de la sèrie Hot Notes (patrocinada pel Schubert Club of St. Paul) el 1993, que se centra en el teclat modern, especialment en la interacció entre l'intèrpret i el so sintetitzat. Aquesta interacció s'ha convertit en una característica de les seves obres posteriors, com Frankenstein: The Modern Prometheus (1990) basada en el llibre de Mary Shelley. Aquesta obra utilitzava efectes visuals electrònics com projectors i pantalles al voltant del teatre que mostraven diferents perspectives (per exemple, les del monstre o les del mateix Frankenstein) al llarg de l'òpera. Aquesta òpera va ser la primera exploració de so tecnològic de Larsen  i va ser seleccionada com un dels vuit millors esdeveniments de música clàssica de 1990 per USA Today .
El 1993, va guanyar un premi Grammy per ser la productora de la millor interpretació vocal clàssica per "L'art d'Arlene Augér", amb el seu cicle de cançons Sonnets del portuguès . El 1996, va rebre doctorats honoraris tant pel St. Mary's College/Notre Dame com per la Universitat de Nebraska.
A més de ser coneguda com a compositora, Larsen és coneguda com a filòsofa musical i orador. Ha pronunciat conferències a llocs com la Lliga d'Orquestres Americanes, l'Associació Americana de Directors de Corals, la Convenció Nacional de l'Associació Americana Orff-Schulwerk, l'Associació Nacional de Directors de Bandes de Concert, la Sèrie de Conferències Presidencials Dominique de Menil a la Rice University (2001), Music Educators National. Convenció i Associació Nacional d'Escoles de Música . Entre 2003 i 2004, va ser la primera Càtedra Harissios Papamarkou d'Educació i Tecnologia a la Biblioteca del Congrés.
L'any 2010, Larsen va rebre una medalla George Peabody per contribucions destacades a la música a Amèrica.

### Vida personal
El 1975, Larsen es va casar amb James Reece, a qui va conèixer a la universitat. El 1986 va néixer la seva filla Wynne.

## Influències
Quan se li va preguntar sobre les seves influències, Larsen va respondre: "Per dir la veritat, els meus professors han vingut a mi des de llocs inesperats de la meva vida musical. Han estat poetes, arquitectes, pintors i filòsofs. L'altra manera que realment aprenc és llegint partitures. voraçment, de Chuck Berry a Witold Lutosławski ".

## Estil i enfocament
El seu estil i enfocament a la música prové de la seva pròpia filosofia sobre la música. La seva música prové del so que sent cada dia al seu voltant al món. Destaca per la seva "energia, optimisme, diversitat rítmica, orquestració colorida, tonalitat alliberada sense dissonància dura i lirisme omnipresent".
Els ritmes que s'utilitzen sovint s'han extret directament de la llengua americana: "la nostra pròpia llengua americana té ritmes bonics; és aquesta llengua vernacular americana i el ritme de la nostra vida americana el que és el llenguatge de la meva música". Peces com Holy Roller (sobre el discurs d'un predicador revivalista) i Bid Call (sobre els patrons de subhastes) mostren aquest estil. Larsen compon sense compassos, preferint descobrir primer el flux natural d'una línia i després perfeccionar-la fins a trobar un metre comú, donant a moltes de les seves composicions una sensació de ritme intern lliure.

## Premis
- 1987 Premi Antics Alumnes Distinguts

presentat per la Universitat de Minnesota
- 1988 Premi del Concurs de producció de l'Associació Nacional d'Òpera, "Christina Romana"
- 1989 Centre americà per al lideratge internacional: cimera de líders emergents dels EUA/URSS
- 1992 Corporation for Public Broadcasting, Medalla de Plata
- Premi Grammy 1993

pel productor de la millor interpretació vocal clàssica per "The Art of Arlene Augér" amb els sonets de Larsen del portuguès
- Premi Clarion 1996, "El camí a Beijing"
- 1996 Medalla de Belles Arts Gustavus Adolphus
- 1996 Doctor honoris causa, St. Mary's College/Notre Dame
- 1996 Doctor honoris causa, Universitat de Nebraska
- Premi a la trajectòria de l'any 2000 de l'Acadèmia Americana d'Arts i Lletres
- Premi Minnesota Distingit 2001

presentat per la Universitat Estatal de Bemidji
- 2004 Premi Eugene McDermott en les Arts

presentat per l'Institut Tecnològic de Massachusetts
- 2007 incorporat al Saló de la Fama de la Música de Minnesota[3]
- Medalla George Peabody 2010

## Obres seleccionades

### Four on the Floor (Quatre a Terra)
Four on the Floor és una obra de cambra composta per Libby Larsen l'any 1983. La peça va ser encarregada pel Minneapolis Artists Ensemble i està escrita per a quartet de violí, violoncel, contrabaix i piano. La durada de l’obra és de sis minuts aproximadament, pero pot ser que variï segons els intèrprets. El títol fa referència a la idea de velocitat i energia, fent la metàfora de "girar a màxima potència" un vehicle. Larsen fa una al·legoria i ho associa amb l'acceleració constant de la vida moderna als Estats Units.

#### Context i inspiració
Quan Libby Larsen va compondre Four on the Floor, va voler explorar la relació entre la música i els elements visuals, anticipant una tendència que creia que marcaria el futur. Per fer-ho, va treballar amb el cineasta Sandy Smolan i van concebre una representació visual de l’obra. Aquesta comença amb una escena anomenada "cementiri de pianos", i acaba amb un desballestament de cotxes. Aquesta narrativa visual reflecteix el tema central de la peça: una societat accelerada on tot és descartable.

#### Estil i característiques
Larsen va compondre Four on the Floor durant una etapa creativa en què explorava elements del jazz, com el stride piano, i del boogie-woogie. S'utilitzen els snap pizzicatos com a tècnica innovadora, donant-li un efecte percussiu original. Aquesta obra combina harmonies riques, amb acords de setenes, novenes i tretzenes. A més, hi ha cromatismes i salts amplis entre notes que li aporten un caràcter juganer i vibrant. El ritme és un dels trets més destacables en tota la peça. El patró rítmic del walking bass al piano serveix de fil conductor al llarg de l’obra, connectant les seccions i mantenint l’energia i el ritme.

#### Recepció i influència
Des de la seva estrena, Four on the Floor ha estat reconeguda com una obra que combina tant la tradició del jazz com les tècniques contemporànies de la música de cambra. Larsen reflecteix una gran habilitat per a connectar disciplines i anticipar tendències. L'obra continua sent una mostra destacada del seu estil creatiu i versàtil.

Simfonia n.3: Lyric
La Simfonia n.3: Lyric és una peça que va compondre Larsen al 1991 per a la Albany Symphony Orchestra a Nova York i va ser estrenada per la mateixa orquestra sota la batuta de Peter Kermani a la temporada de l’any 1992-93. La peça està composta per 3 moviments: 1. Deep Purple; 2. Quiet; 3. Since Armstrong. La idea principal de la que va partir la compositora en aquesta obra va ser que cada moviment hi hagués un joc de la melodia contra el ritme i viceversa. Per a fer-ho, quan la melodia pren un paper important li dona menys importància al ritme, i ho fa al contrari en els altres casos.
L’orquestració és prou gran per a la peça, tenint 3 instrumentistes en cada secció de vent-fusta. Hi ha arpa, piano, celesta i sintetitzador.
En el primer moviment parteix de la melodia en contra del ritme. La corda comença amb el primer tema, en que aquesta melodia és interrompuda pels ritmes de trompetes, trompes i trombons. Hi ha jocs amb canvis de tempo. També s'introdueix un nou tema d’un obstinat de 8 notes de la timpani, que juga amb la melodia del fagot i oboè. Per a trencar amb això, més endavant agafa un patró rítmic de sextets en un compàs de 4/4, que la corda trencarà amb un altre patró. No hi ha una estructura tradicional, però podria ser una espècia de forma ABA, en què hi ha tres amplies seccions.
En el segon moviment, continua havent una lluita entre ritme i melodia en què hi ha tres seccions. La primera secció comença amb una unificació de ritme i melodia, amb la idea de que sigui un concepte junt. Hi ha nous instruments de percussió com ara marimba, vibràfon i campanes per a que segueixen ressonant notes esteses. Es juga amb el ritme i la melodia a través dels quarts de to. En la segona secció s'introdueix un nou patró melòdic de 4 notes, amb les quals va jugant amb l’acceleració i la desacceleració d’aquestes, mentre hi ha un patró rítmic constant. Amb aquesta idea la compositora juga amb el minimalisme. La tercera secció comença amb les 4 notes del tema i va cap una música més lenta i suau. Aquest moviment podria tenir una forma AB+coda.
Al tercer moviment hi ha un èmfasi molt més exagerat i desenvolupat de la importància del ritme per damunt de l’harmonia. El ritme comença amb una unificació amb la melodia, després la melodia i el ritme van en direccions diferents i finalment el ritme inverteix la melodia i es converteix en el principal protagonista. Hi ha 7 seccions diferenciades amb tres principals temes.
Aquesta peça permet demostrar als oients com es pot arribar a desenvolupar el ritme i la importància que pot prendre en el món orquestral, reflexant així molts ritmes americans o influències de músiques populars com el jazz i el boogie-woogie. Reflexa un ús de l’orquestra contemporània utilitzant noves combinacions tímbriques, tècniques extenses, minimalisme, bitonalitat. A través d’aquesta obra permet ser un nexe d’unió entre tota la cultura americana popular i la música contemporània.

### Òpera
- Clair de Lune (1984)
- Frankenstein: El modern Prometeu (1990)
- L'ocell de Barnum (2000)
- Dreaming Blue (2000)

### Orquestral
- Simfonia núm. 1 "Música aquàtica" (1985)
- Simfonia núm. 2 "Coming Forth Into Day" (1986)
- Concert de marimba: After Hampton (1992)
- Anell de foc (1995)
- Cançó-Dances a la llum (1995)
- Simfonia núm. 5: "Simfonia solista" (1999)
- "Natura morta amb violí" (2000)
- "Vitrada al palau de la raó" (2008)

### Banda
- Strut (2003)
- Una introducció a la lluna (2005)

### Coral
- "Qui no pot plorar, vine a saber de mi" (1985)
- Cançons de joventut i plaer (1986)
- The Settlement Years (1988)
- "Jo només un llamp" (1994)
- Set fantasmes (1995)
- Avui aquesta primavera (1995)
- "By a Deparing Light" (1999)
- Four Valentines: A Lover's Journey (2000)
- "Jack's Valentine" (2001)
- "Cançó femení de Déu" (2003)
- Cançons occidentals (2005)

- Cançons de lletres (1989)
- Sonets del portuguès (1991)
- Amor després de 1950 (2000)
- Try Me, Good King: Last Words of the Wives of Henry VIII (2000)
- Aquesta quietud insuportable: cançons des del balcó (2003)
- Tamisant entre les ruïnes (2005)

### Instrumental
- "Four on the Floor" (1984)
- "Dancing Solo" (1994)
- "Argot" (1994)
- Peça de concert per a tuba i piano (1995)
- "Holy Roller" (1997)
- "Barn Dances" (2001)
- "Bid Call" (2002)
- "Jersei groc" (2004)
- "Concert de la cançó" (2005)
- "Peça de concert per a fagot i piano" (2008)

### Multimèdia
- Matineé: The Fantom of the Fair (2014)

### Carilló
- Pealing Fire (2004)[4]

## Discografia destacada
- Somiant Blau

Una òpera de Libby Larsen, la història d'un nen portat per una família a una nova cultura. Appleton Boychoir; Attic Theatre, Inc.; Teatre de Ballet Infantil; Centre d'Arts Escèniques Fox Cities; Orquestra Simfònica de Fox Valley; Cor de noies de l'Acadèmia de Música Lawrence; Grup de Tambors Universitaris; Coral Garsa Blanca; Brian Groner, director d'orquestra
- Jo només un llamp

Las Cantantes, Cor de Dones de la Universitat de Nou Mèxic; Bradley Ellingboe, director d'orquestra
- Pal de regalèssia

Katarina Strom-Harg, piano; Stfan Harg, clarinet; Kathleen Roland, soprano; Asa Johannon, violí
- Libby Larsen: Simfonia núm. 4 per a cordes; Cançons de Llum i Amor; Cançons de lletres

Benita Valenta, soprano; Orquestra de Cambra Escocesa; Joel Revzen, director d'orquestra
- Libby Larsen: Deep Summer Music; Concert per a marimba: “After Hampton”, Simfonia núm. 5: "Simfonia solista"

John Kinzie, marimba; Orquestra Simfònica de Colorado; Marín Alsop, director
- L'art d'Arleen Augér

Amb els Sonets de Larsen del portuguès, també inclou música de Wolfgang Amadeus Mozart, Henry Purcell i Robert Schumann.
Arleen Augér, soprano; Minnesota Orchestra, membres de la Saint Paul Chamber Orchestra; Joel Revzen, director d'orquestra.
1993 Premi Grammy a la millor interpretació vocal clàssica
- Missa Gaia "Missa per la Terra"

Koch International Classics. També inclou música de Stephen Paulus i Samuel Barber.
Cantants de repertori d'Oregon; Gilbert Seeley, director d'orquestra
- Grand Larsen-y: Música vocal de Libby Larsen

Albany Records
Benton Hess, piano; Terry Rhodes, soprano
- L'etern femení

Koch International Classics.
Amb Larsen's Love After 1950, també inclou música de Lisbeth Alexander-Katz, Amy Beach, Lili Boulanger, Rebecca Clarke, Alma Mahler, Clara Wieck Schumann, Elinor Remick Warren
Susanne Mentzer, mezzosoprano; Craig Rutenberg, piano
- Journeys: Orquestral Works by American Women

Leonarda Productions, LE327, 1985.
Amb Larsen's Overture--Parachute Dancing 1984, també inclou música de Nancy Van De Vate, Kay Gardner, Marga Richter, Katherine Hoover, Ursula Mamlok, Jane Brockman.
Bournemouth Sinfonietta, Arioso Chamber Orchestra, Carolann Martin: director